# Бетті Фрідан
Бе́тті Фрі́дан (англ. Betty Friedan; 4 лютого 1921, Пеорія, Іллінойс, США — 2006, Вашингтон, США) — одна з натхненниць та лідерок другої хвилі американського фемінізму, авторка праці «Загадка жіночності» (1963), журналістка та письменниця. Включена до Національної зали слави жінок.

## Життєпис
Народилась 4 лютого 1921 року в селищі Пеорія, Іллінойс, у єврейській сім'ї Гаррі та Міріам (Горвіц) Гольдштейн, що походили з Росії та Угорщини. Гаррі володів ювелірним магазином у Пеорії, а Міріам писала статті для газети.
Відвідувала середню школу в Пеорія та брала участь у випусках шкільної газети. Коли її бажання писати колонку було відхилено, Фрідан з шістьма подругами запустили літературний журнал «Tide», в якому обговорювали сімейне, а не шкільне життя. В юності була активною у марксистських та єврейських колах.
У 1938 вступила до жіночого коледжу Сміта. У перший рік навчання отримала стипендію за видатні успіхи. На другому курсі захопилась поезією, публікувала багато віршів. У 1941 році стала головною редакторкою газети коледжу. Під керівництвом Фрідан видання стало більш політичним і викликало дискусії. Вона вміщувала матеріали, в яких домінувала антивоєнна позиція. 
У 1966 році Фрідан створила Національну організацію жінок США та стала однією з президенток. Згодом вона писала, що час від часу відчувала себе ізольованою від єврейської спільноти. Бетті Фрідан була агностиком.
У 1947 році одружилася з Карлом Фріданом, театральним продюсером. В шлюбі продовжувала працювати, спочатку як платна працівниця, а після 1952 року — журналісткою-фрілансеркою. Народила трьох дітей — Даніель, Емілі та Джонатана. Розлучилася у травні 1969 року. 
Померла в лютому 2006 року у Вашингтоні, США, від серцевої недостатності у віці 85 років. 

## Діяльність
Працювала журналісткою профспілкових видань. У період з 1943 по 1946 рік писала у Федеральній пресі, а між 1946 і 1952 роками працювала в «Об'єднаних новинах». Одним із її завдань було звітувати перед Комітетом з питань неамериканської діяльності Палати. 
У 1952 році була звільнена з профспілкової газети UE News через вагітність другою дитиною. 

Після виходу з UE News стала позаштатною письменницею для різних журналів, включаючи Cosmopolitan. 

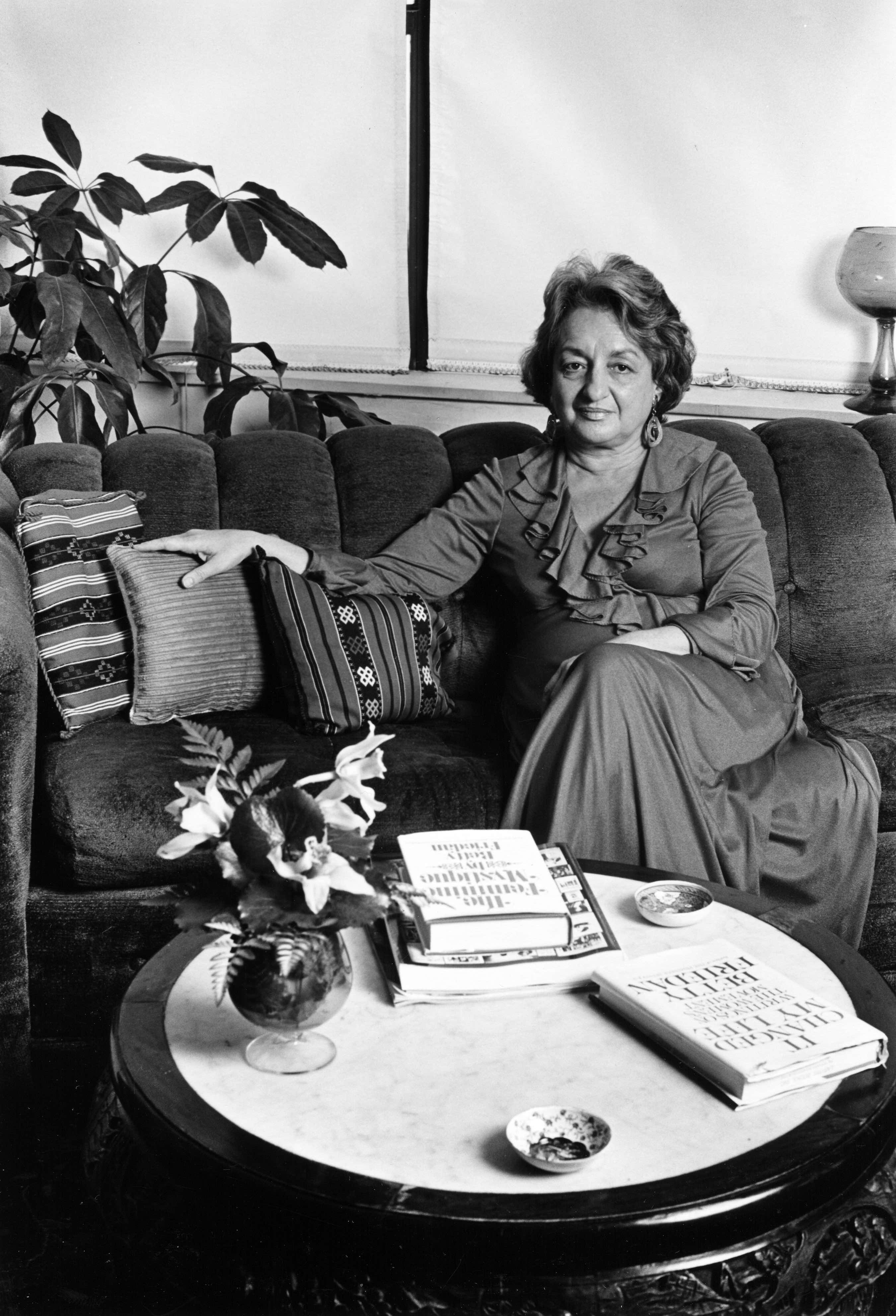
Бетті Фрідан, фото Лінн Гіллберт (Lynn Gilbert), 1981

У 1957 році Фрідан провела опитування випускниць коледжу, зосередившись на їхній освіті, досвіді та задоволеності життям. Почала публікувати статті про те, що назвала «проблемою, яка не має імені»: масову депресію та зневіру освічених і талановитих жінок, змушених займатись замість кар'єри домашнім господарством і дітьми, і отримала шквал пристрасних відгуків від домогосподарок США, вдячних, що вони не самотні в погляді на проблеми на позір щасливого життя у шлюбі.
Після публікації отриманих даних у книзі «Загадка жіночності» (1963), що стала класикою феміністичної літератури й одним з тригерів другої хвилі американського фемінізму, Фрідан зосередилась на захисті прав жінок. Робота доводить, що поняття «жіночності» вигадали чоловіки, щоб виправдати обслуговчу роль матері й домогосподарки, які відводять жінкам у сучасному світі. У 1966 році Фрідан був співзаснувала і вперше очолила Національну організацію для жінок, яка мала на меті залучити жінок «до мейнстриму американського суспільства» у повністю рівноправному партнерстві з чоловіками.
У 1970 році, після відставки в першого президента НАТО, Фрідан організувала загальнодержавний страйк за рівність жінок 26 серпня, на 50-ту річницю Дев'ятнадцятої поправки до Конституції США, що надає жінкам право голосу. Національний страйк був успішним; марш на чолі з Фрідан лише в Нью-Йорку зібрав понад 50 000 людей. Фрідан була рішучою прихильницею поправки, прийнятої Палатою представників після сильного тиску жіночих груп на початку 1970-х. Після прийняття поправки Фрідан виступила в Конгресі за її ратифікацію в штатах і підтримувала інші реформи в галузі прав жінок: заснувала Національну асоціацію щодо скасування законів про аборти, але згодом критично ставилася до позицій багатьох ліберальних феміністок, орієнтованих на аборти.
У 1970 році Фрідан закликала феміністок виступити проти висунення кандидатури у Верховний суд Г. Гарольда Карсуелла через його запис про расизм та антифемінізм. Свідчення Фрідан перед Сенатом змусили відмовитись від кандидатури Карсуелла. 
У 1971 році разом з іншими лідерками жіночого руху, в тому числі Глорією Стайнем (з якою мала легендарне суперництво) заснувала Національне політичне товариство для жінок. У 1972 році Фрідан балотувалась делегаткою Демократичної національної конвенції 1972 року на підтримку конгресвумен Ширлі Чісголм. Того року Фрідан зіграла помітну роль і виступила на конвенті[якому?].

## Праці
- Загадка жіночності (1963)
- It Changed My Life: Writings on the Women's Movement (1976)
- The Second Stage (1981)
- The Fountain of Age (1993)
- Beyond Gender (1997)
- Life So Far (2000)

## У медіа
Акторка Трейсі Ульман зобразила Фрідан у мінісеріалі 2020 року від FX «Місис Америка».